# さくら (葛飾区)

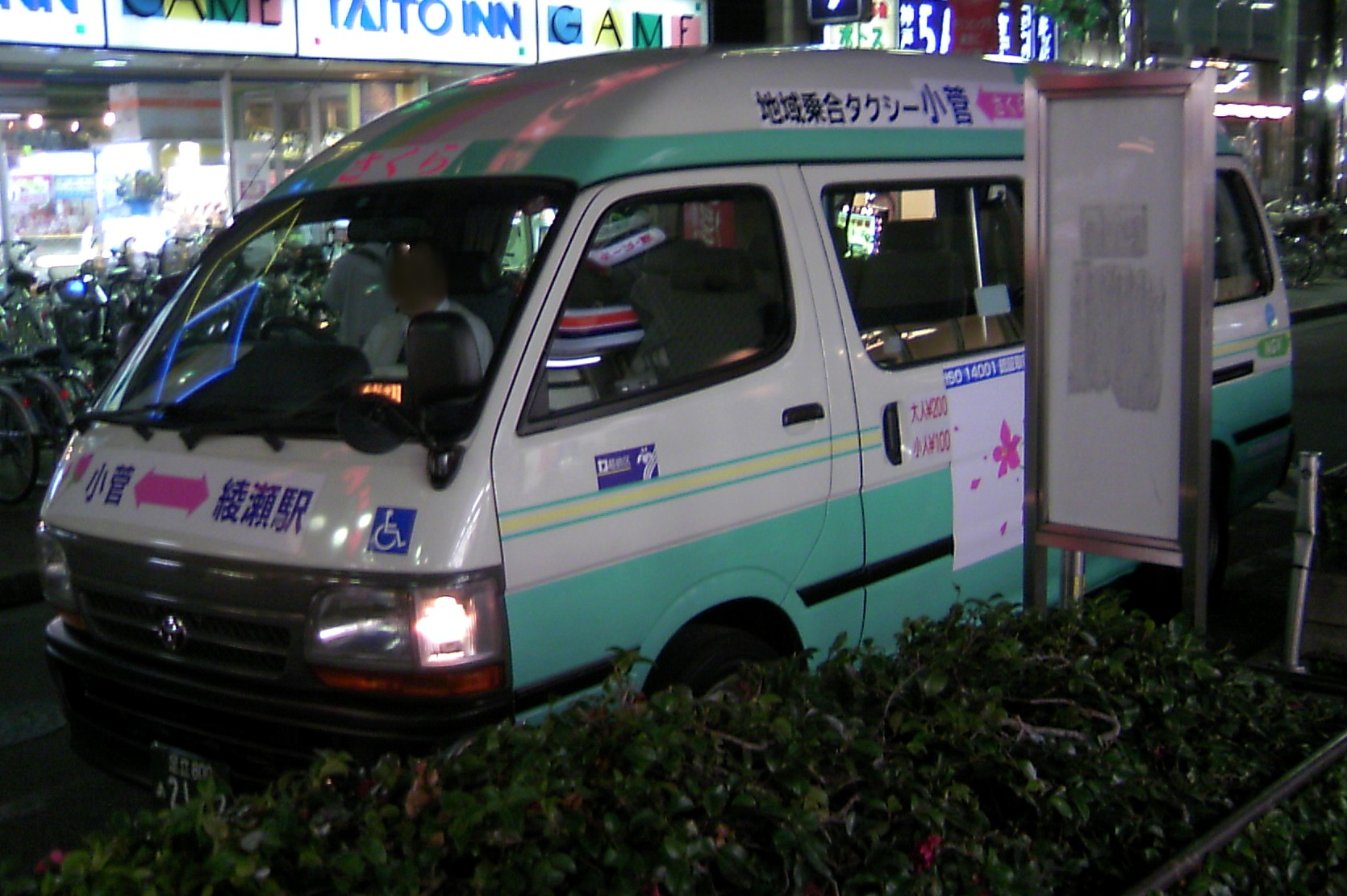
さくら用車両（「風ぐるま」塗装）

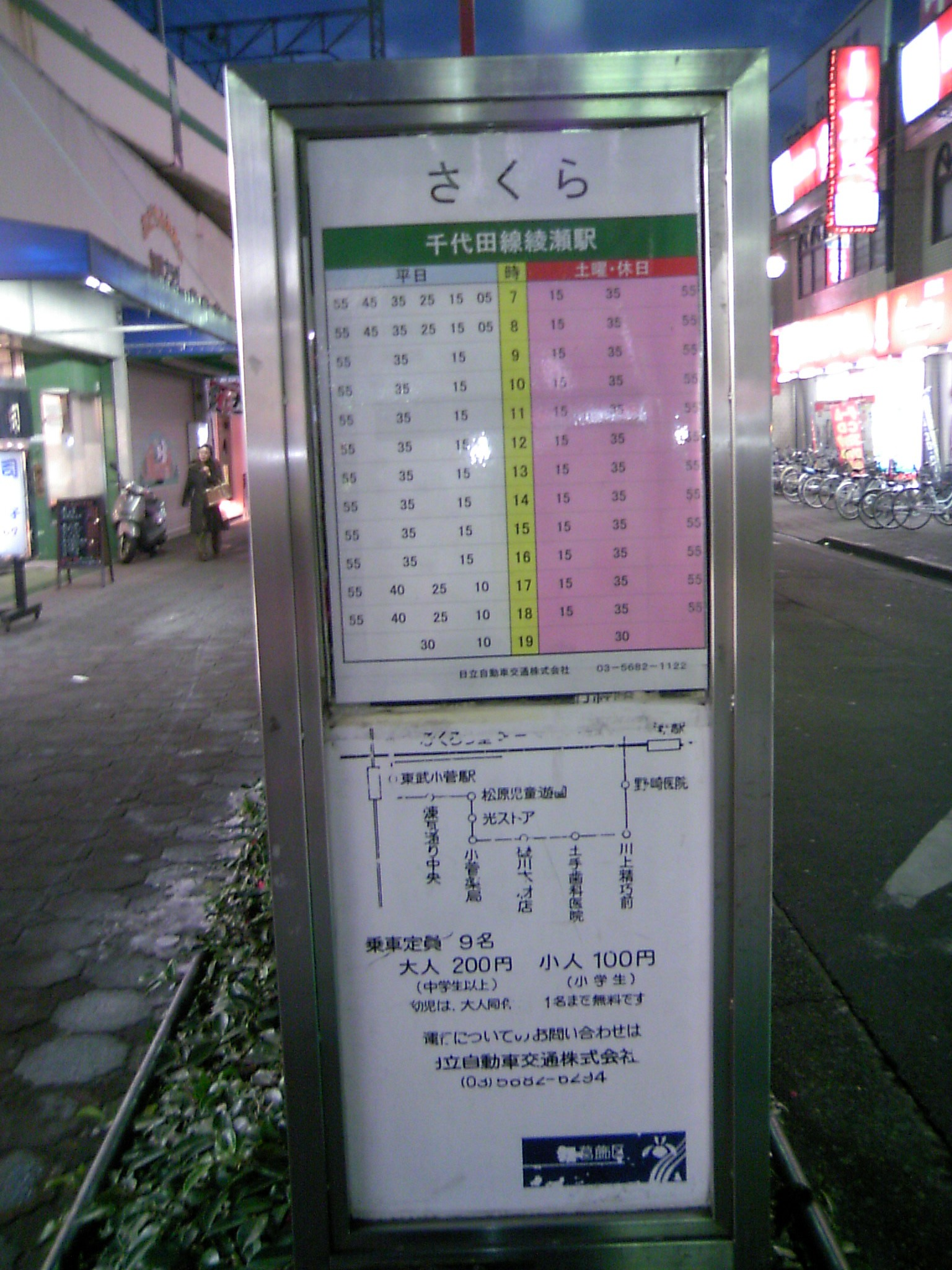
さくら停留所一例

さくらは、東京都葛飾区が運行する乗合タクシー。日立自動車交通に運行を委託している。

## 概要
公共交通不便地区の解消を目的として、1997年（平成9年）11月1日に運行を開始した。なお、葛飾区ではコミュニティバス「レインボーかつしか」も過去に運行しており、同じく日立自動車交通に運行委託している。
運行開始以来、副名称として「地域乗合タクシー」と名乗っていたが、2024年（令和6年）4月の車両更新より、公式サイトや車両の表記において「地域乗合ワゴン」を名乗るようになった。
車両は乗客定員12人乗りのワゴン車を使用している。

## 沿革
- 1997年（平成9年）11月1日：葛飾区乗合タクシーとして開業。
- 2007年（平成19年）3月31日：堀切五丁目地区から撤退。
- 2024年（令和6年）4月：車両を更新。乗降リフトを廃止し、車いすに乗ったままの利用が不可となる。

## 運賃・利用方法
運賃は大人200円、子供100円。現金のみ利用可能。
乗車時は停留所からのみ乗車できるが、降車時はルート上なら任意の場所で降車できる。

## ルート
綾瀬駅西口を起点に、主に小菅一丁目地区を循環する。左回りのみ運行されている。
- 小菅地区循環：千代田線綾瀬駅 → 東武線小菅駅 → 小菅三丁目 → 千代田線綾瀬駅